# Boeing Boeing
Boeing Boeing – komedia francuskiego dramatopisarza Marca Camolettiego, napisana w 1960 roku. 
Grana w 55 krajach świata sztuka doczekała się wielu przekładów i adaptacji (w 1991 roku wpisana została do Księgi Rekordów Guinnessa do kategorii "najczęściej wystawiana francuska sztuka" – 17 500 realizacji). Zrealizowana na West Endzie i Broadwayu, została uhonorowana m.in. Tony Awards. Tuż po pierwszych adaptacjach scenicznych powstało kilka ekranizacji. W jednej z nich wystąpili Jerry Lewis i Tony Curtis (1965).

## Treść
Sztuka opowiada historię mężczyzny związanego z trzema stewardesami. Dzięki precyzyjnej organizacji i pomocy oddanej, choć wiecznie narzekającej służącej Nadii, Maksowi zawsze udaje się skoordynować wizyty kolejnych narzeczonych i każdą z nich utrzymać w przekonaniu, że jest tą jedyną. Uważa ten układ za idealny. Sytuacja komplikuje się, gdy z powodu niewielkich zmian w ruchu lotniczym, wszystkie trzy panie zjawiają się u Maksa w domu. Pojawia się też przyjaciel Maksa z dawnych lat, który jest zmuszony improwizować przed kolejnymi narzeczonymi.

## Polskie realizacje
W Polsce tekst Camolettiego w przekładzie Henryka Rostworowskiego pod tytułem Latające narzeczone był szczególnie popularny w latach 60.–80. (10 realizacji). Po 20 latach nieobecności powrócił na polską scenę w swoim oryginalnym tytule, w nowym przekładzie i adaptacji Bartosza Wierzbięty. Boeing, Boeing wystawiany jest od maja 2009 roku w Teatrze Buffo w Warszawie w reżyserii Gabriela Gietzky'ego, a główne role grają: 
- Janet – Olga Bołądź / Katarzyna Ankudowicz
- Johanna – Magdalena Boczarska / Karolina Nolbrzak
- Jola – Dominika Figurska / Karolina Nolbrzak
- Maks – Szymon Bobrowski,
- Paweł – Rafał Królikowski / Łukasz Simlat
- Nadia – Cezary Kosiński / Maciej Wierzbicki

W 2011 roku spektakl został uhonorowany Nagrodą Publiczności XV Ogólnopolskiego Festiwalu Komedii "Talia" w Tarnowie.
W grudniu 2011 odbyła się premiera Boeing, Boeing, także w adaptacji Bartosza Wierzbięty, w krakowskim Teatrze Bagatela w reżyserii Pawła Pitery. Obsada:
- Maks – Adam Szarek / Marek Kałużyński
- Paweł – Michał Kościuk / Marcel Wiercichowski
- Nadia – Ewa Mitoń / Katarzyna Litwin
- Johanna – Magdalena Walach / Aleksandra Godlewska
- Jola – Magda Grąziowska / Karolina Chapko
- Janet – Małgorzata Piskorz

We wrześniu 2013 odbyła się kolejna premiera Boeing, Boeing w adaptacji Bartosza Wierzbięty, tym razem w łódzkim Teatrze Powszechnym w reżyserii Giovanniego Castellanosa. Obsada: Magda Zając, Karolina Łukaszewicz, Beata Ziejka, Jakub Firewicz, Janusz German, Artur Zawadzki.